# El banco fijo y la mesa colectiva
El banco fijo y la mesa colectiva es un libro del maestro, educador y periodista uruguayo Julio Castro, publicado en 1942. 

## Reseñas
El banco fijo y la mesa colectiva. Vieja y nueva educación es un ensayo sobre las ideas pedagógicas en el Uruguay.
El trabajo fue realizado por Castro para el Concurso Anual de Pedagogía del Ministerio de Instrucción Pública y Previsión Social del Uruguay en 1941. 
Recorre la educación, corrientes, tendencias pedagógicas y la historia de la educación uruguaya. Tiene presente el rol del educador y periodista uruguayo José Pedro Varela que ocupó el puesto de Director Nacional de Instrucción Pública, y su sucesor en el cargo, su hermano Jacobo Varela, quien fue el creador del "Banco Varela" (o Banco Vareliano). El mobiliario escolar que se describió en el libro y el "Banco Varela", fue diseñado para mejorar la postura de los alumnos en la educación primaria y secundaria; puede verse hoy en día en el Museo Pedagógico José Pedro Varela.
El libro muestra dos concepciones pedagógicas distintas y opuestas; el banco fijo representa como lo dice el pedagogo, psicólogo y filósofo estadounidense John Dewey, el elemento símbolo de la pedagogía tradicional, y la mesa colectiva representa las tendencias generales de la nueva educación.
El libro es bibliografía obligatoria de varios centros educativos de formación.

### Ediciones

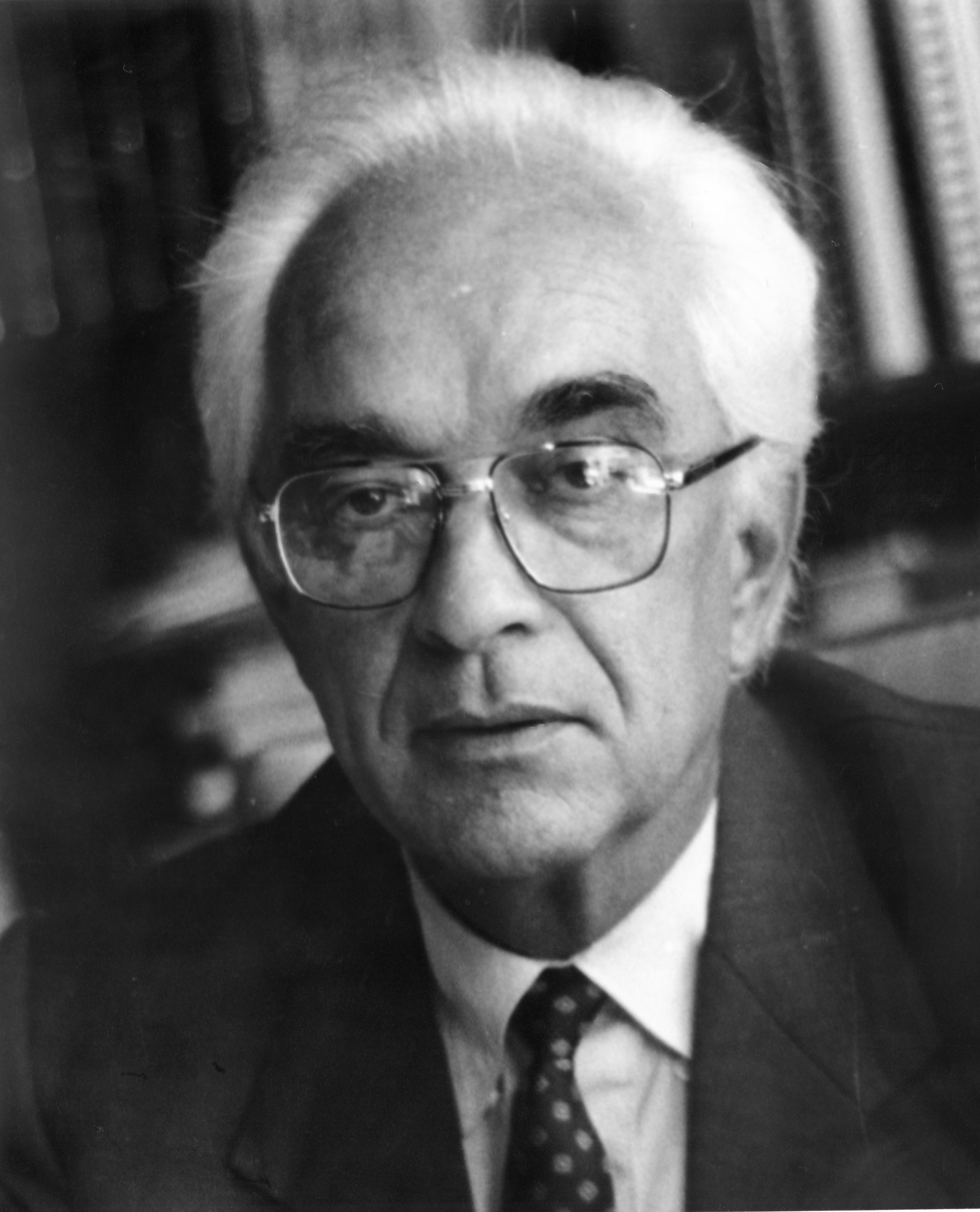
Jorge Brovetto en 2013.

Cuenta con varias reediciones como la cuarta, que la realizó la Dirección de Educación del Ministerio de Educación y Cultura del Uruguay en 2007.
Los prólogos son de la maestras María Hortencía Coronel y Marta Demarchi, la edición 2017 del químico, político y profesor Jorge Brovetto.